# Эвье-ог-Хорннес
Эвье-ог-Хорннес (норв. Evje og Hornnes) — коммуна в губернии Эуст-Агдер в Норвегии. Административный центр коммуны — город Эвье. Официальный язык коммуны — нейтральный. Население коммуны на 2007 год составляло 3327 чел. Площадь коммуны Эвье-ог-Хорннес — 550,26 км², код-идентификатор — 0937.

## История населения коммуны
Население коммуны за последние 60 лет.

Статистика коммуны Эвье-ог-Хорннес